# Juan Cortés
Juan Cortés Contreras (Santiago, 18 de junio de 1938 - Lima, 28 de junio de 1998) fue un futbolista chileno que jugaba como volante. Fue uno de los referentes de Rangers durante la década de 1960. También jugó en el fútbol de Perú y Ecuador.

## Carrera
Cortés debutó en Magallanes en 1956. Luego pasó por Palestino, equipo donde jugó entre 1961 y 1962. 
En 1963 pasó a Rangers, elenco con el que brilló siendo mediocampista ofensivo. Con el cuadro talquino logró grandes campañas, las que años más tarde le permitieron ser considerado como uno de los mejores jugadores en la historia del club rojinegro, destacándolo el año 2002, para los 100 años del club, en el equipo ideal histórico de la institución,
En 1969 pasó a la Unión Española por expresa petición del dirigente Abel Alonso, quien lo empleó en su fábrica de calzado.
En 1970 dejó el Chile para partir a Perú, donde jugó en el Atlético Deportivo Olímpico. Tras esto partió a Ecuador, donde defendió las camisetas de Carmen Mora de Encalada y Juventud Italiana.

## Selección nacional
Cortés participó en algunos partidos amistosos de la selección chilena pero nunca fue convocado para encuentros oficiales. El entrenador Fernando Riera lo consideró dentro del "plan B" para la Copa del Mundo de 1962, pero finalmente no lo convocó.

## Clubes
| Club                        | País    | Año       |
| --------------------------- | ------- | --------- |
| Magallanes                  | Chile   | 1956-1960 |
| Palestino                   | Chile   | 1961-1962 |
| Rangers                     | Chile   | 1963-1968 |
| Unión Española              | Chile   | 1969      |
| Atlético Deportivo Olímpico | Perú    | 1970-1972 |
| Carmen Mora de Encalada     | Ecuador | 1973      |
| Juventud Italiana           | Ecuador | 1974      |

## Palmarés

### Distinciones individuales
| Distinción                                                  | Año  |
| ----------------------------------------------------------- | ---- |
| Incluido en el equipo ideal de todos los tiempos de Rangers | 2002 |